# Paul Breuer

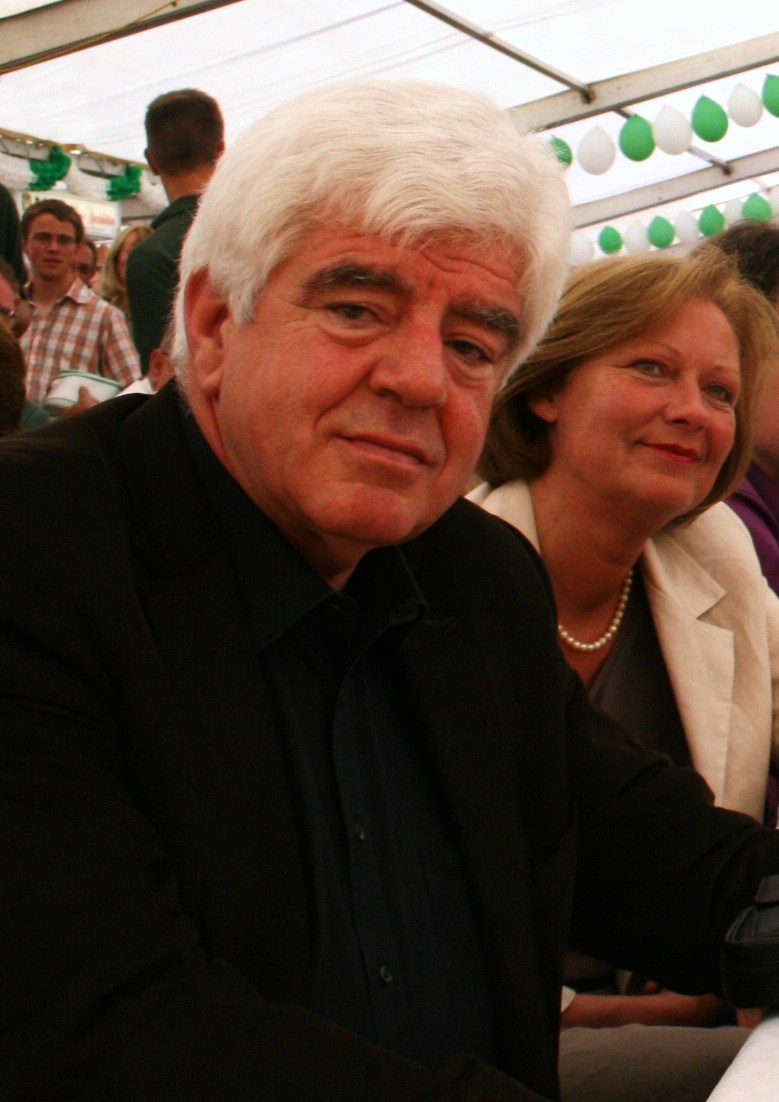
Paul Breuer auf dem Pfingstfestjubiläum 2010 in Hesselbach

Paul Breuer (* 25. Juni 1950 in Berghausen, Landkreis Wittgenstein) ist ein deutscher Politiker (CDU) und war von 2003 bis 2014 Landrat des Kreises Siegen-Wittgenstein.

## Leben
Nach dem Abitur am Johannes-Althusius-Gymnasium im Jahr 1968 leistete Breuer 1969 seinen Wehrdienst; sein heutiger Dienstgrad ist Major der Reserve. Im gleichen Jahr wurde er Mitglied der CDU. Nach dem Ableisten seines Wehrdienstes studierte er an der damaligen Gesamthochschule Siegen (heute Universität Siegen). Von 1971 bis 1973 war dort er RCDS-Vorsitzender. Von 1971 bis 1974 absolvierte Breuer ein Pädagogik-Studium und legte sein 1. Staatsexamen ab. Von 1973 bis 1975 war er Kreisvorsitzender der Jungen Union gewählt. 1974 wurde er Hauptschullehrer und legte 1975 die zweite Staatsprüfung ab. Breuer lebt in Siegen-Geisweid, er ist verheiratet und hat zwei Kinder.

## Politische Laufbahn
1975 trat Breuer als JU-Kreisvorsitzender zurück, da er als Kreistagsabgeordneter des Kreises Siegen-Wittgenstein gewählt wurde. Von 1979 bis 1992 war Breuer Stadtverordneter der Stadt Siegen. Bis 1980 übte er den Beruf als Lehrer aus. In diesem Jahr wurde er über die Landesliste der CDU Nordrhein-Westfalen in den Deutschen Bundestag gewählt. Bei den Wahlen von 1983 bis 1994 gewann er den Wahlkreis Siegen-Wittgenstein jeweils direkt. 1998 und 2002 zog er wieder über die Landesliste in den Bundestag ein.
Paul Breuer war von 1992 bis 2003 Verteidigungspolitischer Sprecher der CDU/CSU-Fraktion. Seit 1981 ist er ebenfalls Mitglied des Landesvorstandes der CDU Westfalen-Lippe/Nordrhein-Westfalen. Sein Mandat als Abgeordneter des Deutschen Bundestages hatte er bis zum Jahr 2003 inne, bis er zum Landrat des Kreises Siegen-Wittgenstein gewählt wurde. Als Landrat wurde er am 30. August 2009 mit 52,92 % erneut zum Landrat gewählt. Am 15. Juni 2014 wurde Paul Breuer mit 40,52 % der Stimmen bei der Stichwahl abgewählt; sein Nachfolger ist Andreas Müller von der SPD.

## Weitere Funktionen und Ämter
Paul Breuer engagiert sich in vielen verschiedenen Vereinigungen, Verbänden und Vereinen. Die Palette seines Engagements reicht von Aufsichtsratsvorsitzen über Mitgliedschaften in zahlreichen Vereinen bis hin zu Schirmherrschaften.